# Ženski svetovni rekord v sedmeroboju
Ženski svetovni rekord v sedmeroboju. Prvi uradno priznani rekord je leta 1981 postavila Ramona Neubert s 6716 točkami, aktualni rekord pa je 24. septembra 1988 postavila Jackie Joyner-Kersee s 7291 točkami. Mednarodna atletska zveza uradno priznava 8 rekordov.

## Razvoj rekorda
Točke - število točk po tedanjem točkovanju, Preračunane točke - število točk po sedanjem točkovanju.
| Točke | Prerač. točke | Atletinja                  | Datum              | Prizorišče   | Vir   |
| ----- | ------------- | -------------------------- | ------------------ | ------------ | ----- |
| 6.716 | 6.788         | Ramona Neubert (GDR)       | 28. junij 1981     | Kijev        | [ 1 ] |
| 6.773 | 6.845         | Ramona Neubert (GDR)       | 20. junij 1982     | Halle        | [ 1 ] |
| 6.836 | 6.935         | Ramona Neubert (GDR)       | 19. junij 1983     | Moskva       | [ 1 ] |
| 6.867 | 6.946         | Sabine Paetz (GDR)         | 6. maj 1984        | Potsdam      | [ 1 ] |
| 7.148 | 7.148         | Jackie Joyner (USA)        | 7. julij 1986      | Moskva       | [ 1 ] |
| 7.158 | 7.158         | Jackie Joyner (USA)        | 2. avgust 1986     | Houston      | [ 1 ] |
| 7.215 | 7.215         | Jackie Joyner-Kersee (USA) | 16. julij 1988     | Indianapolis | [ 1 ] |
| 7.291 | 7.291         | Jackie Joyner-Kersee (USA) | 24. september 1988 | Seul         | [ 1 ] |